# Staatliche Schlösser, Gärten und Kunstsammlungen Mecklenburg-Vorpommern
Staatliche Schlösser, Gärten und Kunstsammlungen Mecklenburg-Vorpommern (SSGK M-V) ist eine Obere Landesbehörde im Geschäftsbereich des Finanzministeriums des Landes Mecklenburg-Vorpommern.

## Entstehung
Die Behörde wurde mit Wirkung vom 1. Januar 2018 durch das 2017 vom Landtag Mecklenburg-Vorpommern verabschiedete Gesetz zur Errichtung der „Staatliche Schlösser, Gärten und Kunstsammlungen Mecklenburg-Vorpommern“ (Schlösser-, Gärten-, Museumsverwaltungs-Modernisierungsgesetz – SGMVwModG M-V) errichtet. Die Zusammenlegung ist die Umsetzung einer Empfehlung des Beratungsunternehmens Exponatius von 2013. Sie soll die Zersplitterung der Zuständigkeiten für die Liegenschaften auf verschiedene Landesinstitutionen (Finanzministerium, Betrieb für Bau und Liegenschaften Mecklenburg-Vorpommern, Staatliches Museum Schwerin) beheben und zu einer Vereinigung der fachlichen und personellen Ressourcen führen. In der neuen Behörde werden rund 140 Beschäftigte tätig sein. Erste Leiterin der Behörde wurde Dr. Pirko Kristin Zinnow.

## Aufgaben
Die Landesbehörde vereint das Staatliche Museum Schwerin, die Schlösser- und Gärtenverwaltung des Finanzministeriums sowie die Schlösser- und Gärtenverwaltung des Betriebs für Bau und Liegenschaften Mecklenburg-Vorpommern unter einem Dach. Sie bündelt die vorhandenen Fachkompetenzen in einer Institution und soll Entscheidungswege verkürzen und Synergieeffekte nutzen. Daneben geht es um Intensivierung des Wissenstransfers, Durchführung gemeinsamer Ausstellungsprojekte, Schaffung eines einheitlichen Ansprechpartners für die Tourismuswirtschaft und um die Koordinierung der Marketingaktivitäten. Die Übertragung der Eigentümerfunktion für die verwalteten Liegenschaften ist mit der Neuorganisation nicht verbunden,  ebenso verbleibt die  Bauherrenschaft für Baumaßnahmen an den Liegenschaften (einschließlich Bauunterhalt und Instandhaltungsmaßnahmen) im Grundsatz bei der staatlichen Hochbauverwaltung (Ausnahme Hausmeisterleistungen, Grünpflege etc.).
Sie ist zuständig für die derzeit insgesamt 17 landeseigenen Schlösser und Gärten.

### Betreute Schlösser, Gärten und Kunstsammlungen
1. Schloss Wiligrad
2. Schlossgarten Wiligrad
3. Schloss Bothmer
4. Schlossgarten Bothmer
5. Schlossgarten Neustrelitz, Orangerie Neustrelitz
6. Schloss Mirow
7. Schlossgarten Mirow
8. Schloss Hohenzieritz
9. Schlossgarten Hohenzieritz
10. Jagdschlossensemble Granitz
11. Schlossgarten Ludwigslust
12. Schlossgarten Güstrow
13. Schlossgarten Karlsburg
14. Schlossgarten Schwerin
15. Schloss Ludwigslust
16. Schloss Güstrow
17. Schlossmuseum Schwerin

Zum Staatlichen Museum Schwerin (SMS), nun nur noch eine Abteilung innerhalb der SSGK M-V, gehörten bis 2017 auch die drei Schlössern in Schwerin, Ludwigslust und Güstrow. Mit den neuen Strukturen seit 2018 umfasst das Staatliche Museum Schwerin jetzt nur noch das Galeriegebäude in Schwerin am Alten Garten. Diese Herabstufung führte dazu, dass der langjährige Direktor des Museums Dirk Blübaum seinen geänderten Vertrag beim Arbeitsgericht prüfen ließ. In einem Vergleich einigten sich Blübaum und das Finanzministerium auf die Beendigung seines Arbeitsverhältnisses in zwei Jahren. Im Zentrum der Tätigkeit dort steht das Management und die wissenschaftliche Ausstellungsbehandlung sowie die kunstwissenschaftliche Forschung, das Bewahren, Pflegen, Erforschen und Präsentieren der Kunstschätze und Sammlungen Mecklenburg-Vorpommerns, ebenso wie das Vermitteln der Kunst als öffentlicher Auftrag zur kulturellen Bildung.
Der Landesteil Mecklenburg ist gegenüber dem Landesteil Vorpommern bei den verwalteten landeseigenen Schlössern und Gärten überrepräsentiert. Für das Schloss Karlsburg (Vorpommern) wird 2018 ein Verkauf vorbereitet. Das Schloss Ludwigsburg (Vorpommern) soll nach einem Beschluss der Landesregierung von Mecklenburg-Vorpommern vom Dezember 2017, mit Landesmitteln saniert und künftig als Museum unter dem Mantel der Stiftung Pommersches Landesmuseum genutzt werden.

## Dienstgebäude

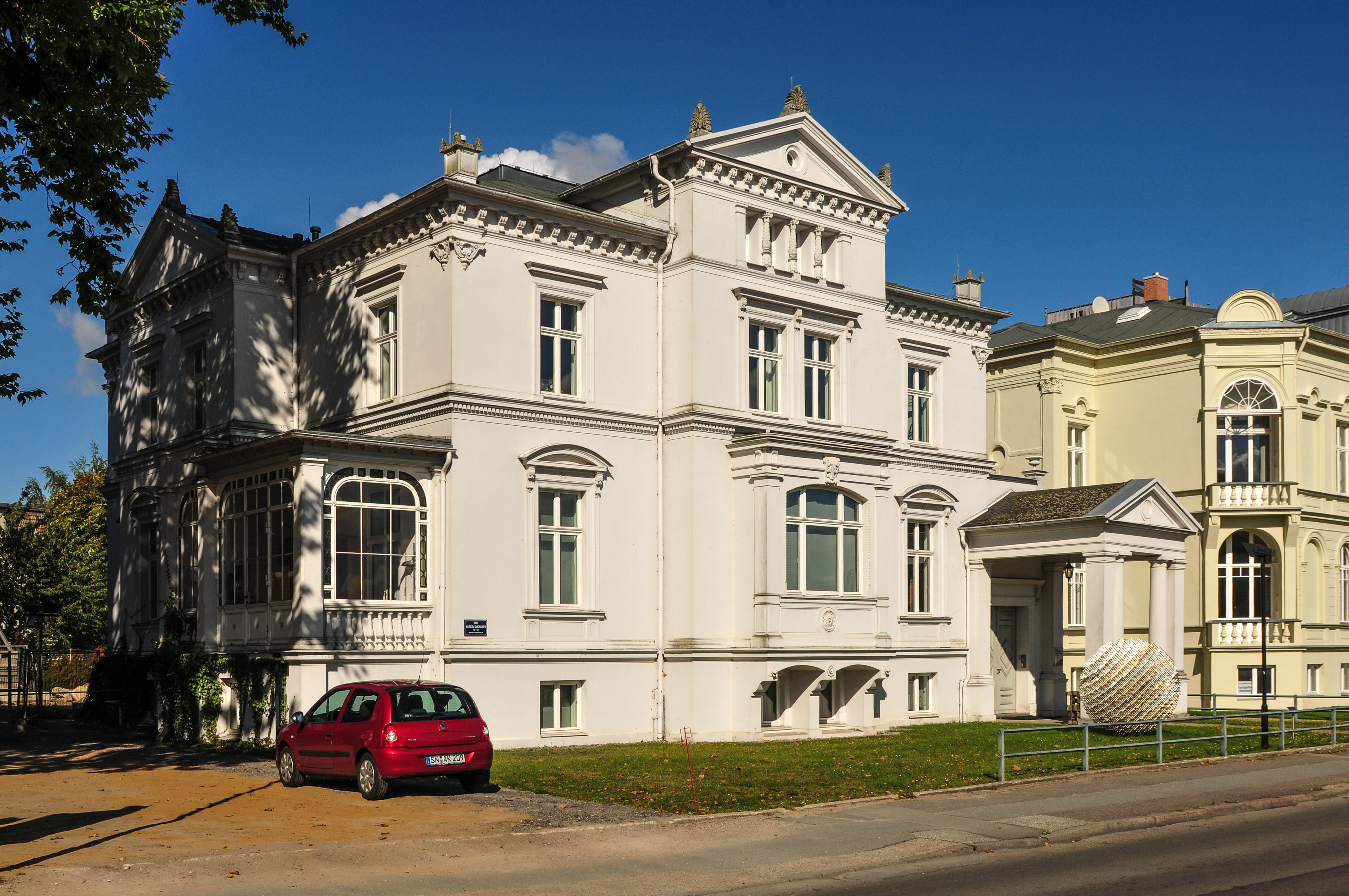
Werderstr. 141

Der Sitz der Behörde befindet sich in Schwerin, Werderstr. 141. Das Gebäude ist Teil des Baudenkmals Villenensemble Werderstraße 125 bis 141. Es wurde 1864 errichtet, mit verputzter Fassade in hellem Beige, Hauseingang mit vorgelagertem Portikus und bleiverglastem Buntfenster und Wintergarten mit farbigen Bleiverglasungen (1864) sowie seitlicher Auffahrt in den Hof.